# Wereldkampioenschappen schaatsen teamsprint 2022
De wereldkampioenschappen schaatsen teamsprint 2022 vonden plaats op zaterdag 5 maart in het Vikingskipet in Hamar, Noorwegen. Het was de derde keer dat de teamsprint op het programma staat bij een wereldkampioenschap schaatsen. De twee voorgaande keren (Inzell 2019 en Salt Lake City 2020) was dit als onderdeel van het WK afstanden, maar nu werd de teamsprint voor het eerst verreden in combinatie met het WK sprint en WK allround. In 2023 was het opnieuw onderdeel van het WK afstanden.

## Programma
| Programma  | Programma                                                                           | Programma                                                                           | Programma                                                               | Programma                                                                   |
| WK         | donderdag 3 maart                                                                   | vrijdag 4 maart                                                                     | zaterdag 5 maart                                                        | zondag 6 maart                                                              |
| ---------- | ----------------------------------------------------------------------------------- | ----------------------------------------------------------------------------------- | ----------------------------------------------------------------------- | --------------------------------------------------------------------------- |
| Sprint     | 1e 500 meter vrouwen 1e 500 meter mannen 1e 1000 meter vrouwen 1e 1000 meter mannen | 2e 500 meter vrouwen 2e 500 meter mannen 2e 1000 meter vrouwen 2e 1000 meter mannen |                                                                         |                                                                             |
| Allround   |                                                                                     |                                                                                     | 500 meter vrouwen 500 meter mannen 3000 meter vrouwen 5000 meter mannen | 1500 meter vrouwen 1500 meter mannen 5000 meter vrouwen 10.000 meter mannen |
| Teamsprint |                                                                                     |                                                                                     | teamsprint vrouwen teamsprint mannen                                    |                                                                             |

## Uitslagen

### Mannen
| Rang   | Schaatsers                                                         | Land      | Tijd    | Verschil |
| ------ | ------------------------------------------------------------------ | --------- | ------- | -------- |
| Goud   | Bjørn Magnussen, Henrik Fagerli Rukke, Håvard Holmefjord Lorentzen | Noorwegen | 1.20,01 | -        |
| Zilver | Marek Kania, Piotr Michalski, Damian Żurek                         | Polen     | 1.20,80 | + 0,79   |
| Brons  | Merijn Scheperkamp, Kai Verbij, Thomas Krol                        | Nederland | 1.20,81 | + 0,80   |
| 4      | Mirko Giacomo Nenzi, Jeffrey Rosanelli, David Bosa                 | Italië    | 1.21,10 | + 1,09   |
| 5      | Hendrik Dombek, Nico Ihle, Moritz Klein                            | Duitsland | 1.22,52 | + 2,51   |

### Vrouwen
| Rang   | Schaatsers                                            | Land      | Tijd    | Verschil |
| ------ | ----------------------------------------------------- | --------- | ------- | -------- |
| Goud   | Dione Voskamp, Jutta Leerdam, Femke Kok               | Nederland | 1.27,42 | -        |
| Zilver | Andżelika Wójcik, Kaja Ziomek, Karolina Bosiek        | Polen     | 1.29,09 | + 1,67   |
| Brons  | Julie Nistad Samsonsen, Martine Ripsrud, Marte Furnée | Noorwegen | 1.34,92 | + 7,50   |

## IJs- en klimaatcondities
| Datum            | 5 maart | 5 maart | 5 maart | 5 maart |
| Tijd             | 18:00   | 18:05   | 18:11   | 18:19   |
| Luchttemperatuur | 17,6 °C | 17,6 °C | 17,6 °C | 17,6 °C |
| IJstemperatuur   | −7,6 °C | −7,6 °C | −7,6 °C | −7,6 °C |
| Luchtvochtigheid | 16,7 %  | 16,7 %  | 16,7 %  | 16,7 %  |

2019 · 
2020 · 2021 · 2022 .
2023 .
2024 ·
2025
2019 · 
2020 · 
2021 · 
2022 · 
2023 · 
2024 · 
2025